# 朴梨惠
朴梨惠（韓語：박리혜，？—），日本名為勝田梨恵，是美國大聯盟韓裔球員朴賛浩的妻子和法国烹饪专家。
父親朴忠緒是日本韓僑，在東京經營房地產公司，是日本當地繳稅大戶。她本人成長於日本，曾於上智大學與紐約CIA攻讀法國料理。

## 外部連結
- ＣＩＡ（Culinary Institute of America）日本同窓会 （页面存档备份，存于）